# Liste des monuments historiques de Dinan
Cet article recense les monuments historiques immobiliers et mobiliers de Dinan, en France.
Le centre dispose d’un secteur sauvegardé proposé en 1962, créé le 5 avril 1993 par un plan de sauvegarde et de mise en valeur et approuvé par le décret ministériel du 30 août 1996. Il comprend « la ville intra-muros, le port ainsi que le quartier de la rue Saint-Malo » et s’étend sur 90 hectares soit près du quart de la superficie de la commune de Dinan,.

## Immobiliers
Selon la base Mérimée, il y a 71 monuments historiques à Dinan.
| Monument                                  | Adresse                                  | Coordonnées                        | Notice         | Protection     | Date      | Illustration                             |
| ----------------------------------------- | ---------------------------------------- | ---------------------------------- | -------------- | -------------- | --------- | ---------------------------------------- |
| Basilique Saint-Sauveur                   | Place Saint-Sauveur                      | 48° 27′ 13″ nord, 2° 02′ 30″ ouest | « PA00089077 » | Classé         | 1862      | Basilique Saint-Sauveur                  |
| Château                                   | Rue du château                           | 48° 27′ 01″ nord, 2° 02′ 41″ ouest | « PA00089071 » | Classé         | 1886      | Château                                  |
| Couvent des Bénédictines                  | 12 rue de Lehon                          | 48° 27′ 06″ nord, 2° 02′ 33″ ouest | « PA00089072 » | Inscrit Classé | 1981      | Couvent des Bénédictines                 |
| Couvent des Cordeliers                    | 1 place des Cordeliers                   | 48° 27′ 15″ nord, 2° 02′ 41″ ouest | « PA00089073 » | Classé         | 1930      | Couvent des Cordeliers                   |
| Couvent des Dominicaines                  | 12 rue Chauffepieds                      | 48° 27′ 11″ nord, 2° 02′ 25″ ouest | « PA00089074 » | Inscrit Classé | 1987 1990 | Couvent des Dominicaines                 |
| Couvent des Ursulines                     | 19 rue de la boulangerie                 | 48° 27′ 19″ nord, 2° 02′ 50″ ouest | « PA00089075 » | Inscrit        | 1987      | Couvent des Ursulines                    |
| Église Saint-Malo                         | Grand Rue                                | 48° 27′ 17″ nord, 2° 02′ 46″ ouest | « PA00089076 » | Classé         | 1907      | Église Saint-Malo                        |
| Gare                                      | place du 11 novembre 1918                | 48° 27′ 25″ nord, 2° 03′ 13″ ouest | « PA00135252 » | Inscrit        | 1995      | Gare                                     |
| Hôtel de Beaumanoir (Dinan)               | 1 rue Haute-Voie                         | 48° 27′ 15″ nord, 2° 02′ 35″ ouest | « PA00089078 » | Classé         | 1952      | Hôtel de Beaumanoir (Dinan)              |
| Hôtel Kératry                             | 4 rue de l'Horloge                       | 48° 27′ 10″ nord, 2° 02′ 35″ ouest | « PA00089099 » | Classé         | 1922      | Hôtel Kératry                            |
| Immeuble                                  | 21 place Saint-Sauveur                   | 48° 27′ 13″ nord, 2° 02′ 33″ ouest | « PA00089137 » | Inscrit        | 1956      | Immeuble                                 |
| Maison                                    | 1, 3, 5 rue de l'Apport Rue de l'Horloge | 48° 27′ 13″ nord, 2° 02′ 37″ ouest | « PA00089079 » | Classé         | 1961      | Maison                                   |
| Maison                                    | 5 rue de l'Apport                        | 48° 27′ 13″ nord, 2° 02′ 37″ ouest | « PA00089082 » | Classé         | 1961      | Maison                                   |
| Maison                                    | 7 rue de l'Apport                        | 48° 27′ 13″ nord, 2° 02′ 37″ ouest | « PA00089083 » | Classé         | 1961      | Maison                                   |
| Maison                                    | 19, 21 rue de l'Apport                   | 48° 27′ 14″ nord, 2° 02′ 35″ ouest | « PA00089081 » | Classé         | 1961      | Maison                                   |
| Maison                                    | 3 rue du Coignet                         | 48° 27′ 14″ nord, 2° 02′ 30″ ouest | « PA00089088 » | Inscrit        | 1961      | Maison                                   |
| Maison                                    | 5 rue du Coignet                         | 48° 27′ 14″ nord, 2° 02′ 30″ ouest | « PA00089089 » | Inscrit        | 1961      | Maison                                   |
| Maison                                    | 7 rue du Coignet                         | 48° 27′ 14″ nord, 2° 02′ 30″ ouest | « PA00089090 » | Inscrit        | 1961      | Maison                                   |
| Maison                                    | 9 rue du Coignet                         | 48° 27′ 14″ nord, 2° 02′ 30″ ouest | « PA00089091 » | Inscrit        | 1961      | Maison                                   |
| Maison                                    | 11 rue du Coignet                        | 48° 27′ 14″ nord, 2° 02′ 30″ ouest | « PA00089092 » | Inscrit        | 1961      | Maison                                   |
| Maison                                    | 12 place des Cordeliers                  | 48° 27′ 15″ nord, 2° 02′ 40″ ouest | « PA00089085 » | Inscrit        | 1961      | Maison                                   |
| Maison                                    | 14 place des Cordeliers                  | 48° 27′ 15″ nord, 2° 02′ 40″ ouest | « PA00089086 » | Inscrit        | 1961      | Maison                                   |
| Maison                                    | 16 place des Cordeliers                  | 48° 27′ 15″ nord, 2° 02′ 40″ ouest | « PA00089087 » | Inscrit        | 1961      | Maison                                   |
| Poteau cornier                            | 2 Rue de la Cordonnerie                  | 48° 27′ 13″ nord, 2° 02′ 39″ ouest | « PA00089093 » | Inscrit        | 1926      | Poteau cornier                           |
| Maison                                    | 8 rue de la Cordonnerie                  | 48° 27′ 13″ nord, 2° 02′ 40″ ouest | « PA00089094 » | Inscrit        | 1961      | Maison                                   |
| Maison                                    | 10 rue de la Cordonnerie                 | 48° 27′ 13″ nord, 2° 02′ 41″ ouest | « PA00089095 » | Inscrit        | 1961      | Maison                                   |
| Maison                                    | 14 rue de la Cordonnerie                 | 48° 27′ 12″ nord, 2° 02′ 42″ ouest | « PA00089096 » | Inscrit        | 1961      | Maison                                   |
| Maison                                    | 20 rue la Ferronnerie                    | 48° 27′ 13″ nord, 2° 02′ 44″ ouest | « PA00089117 » | Inscrit        | 1961      | Maison                                   |
| Maison                                    | 6 rue Haute-Voie                         | 48° 27′ 14″ nord, 2° 02′ 33″ ouest | « PA00089097 » | Inscrit        | 1961      | Maison                                   |
| Maison                                    | 8 rue Haute-Voie                         | 48° 27′ 14″ nord, 2° 02′ 33″ ouest | « PA00089098 » | Inscrit        | 1933      | Maison                                   |
| Maison                                    | 31, 33 rue de l'Horloge                  | 48° 27′ 13″ nord, 2° 02′ 37″ ouest | « PA00089102 » | Classé         | 1961      | Maison                                   |
| Maison                                    | 27 rue de l'Horloge                      | 48° 27′ 13″ nord, 2° 02′ 36″ ouest | « PA00089101 » | Classé         | 1961      | Maison                                   |
| Maisons                                   | Rue du Jerzual                           | à géolocaliser                     | « PA00089104 » | Inscrit        | 1926      | Maisons                                  |
| Maison                                    | 1 rue du Jerzual                         | 48° 27′ 16″ nord, 2° 02′ 35″ ouest | « PA00089103 » | Inscrit        | 1961      | Maison                                   |
| Maison                                    | 5 rue du Jerzual                         | 48° 27′ 16″ nord, 2° 02′ 35″ ouest | « PA00089105 » | Inscrit        | 1961      | Maison                                   |
| Maison                                    | 6 rue du Jerzual                         | 48° 27′ 16″ nord, 2° 02′ 35″ ouest | « PA00089106 » | Classé         | 1930      | Maison                                   |
| Maison                                    | 8 rue du Jerzual                         | 48° 27′ 16″ nord, 2° 02′ 35″ ouest | « PA00089107 » | Classé         | 1961      | Maison                                   |
| Maison                                    | 15 rue du Jerzual                        | 48° 27′ 16″ nord, 2° 02′ 33″ ouest | « PA00089108 » | Inscrit        | 1961      | Maison                                   |
| Maison                                    | 24 rue du Jerzual                        | 48° 27′ 16″ nord, 2° 02′ 32″ ouest | « PA00089109 » | Inscrit        | 1961      | Maison                                   |
| Maison                                    | 26 rue du Jerzual                        | 48° 27′ 16″ nord, 2° 02′ 32″ ouest | « PA00089110 » | Inscrit        | 1961      | Maison                                   |
| Maison                                    | 29 rue du Jerzual                        | 48° 27′ 17″ nord, 2° 02′ 31″ ouest | « PA00089111 » | Inscrit        | 1961      | Maison                                   |
| Maison                                    | 36 rue du Jerzual                        | 48° 27′ 17″ nord, 2° 02′ 31″ ouest | « PA00089112 » | Inscrit        | 1961      | Maison                                   |
| Maison                                    | 38 rue du Jerzual                        | 48° 27′ 17″ nord, 2° 02′ 31″ ouest | « PA00089113 » | Inscrit        | 1961      | Maison                                   |
| Maison                                    | 42 rue du Jerzual                        | 48° 27′ 17″ nord, 2° 02′ 30″ ouest | « PA00089114 » | Inscrit        | 1961      | Image manquante Téléverser               |
| Hôtel de Pontbriand                       | 6 rue de la Lainerie                     | 48° 27′ 16″ nord, 2° 02′ 39″ ouest | « PA00089115 » | Inscrit        | 1961      | Hôtel de Pontbriand                      |
| Maison                                    | 1 place des Merciers                     | 48° 27′ 14″ nord, 2° 02′ 40″ ouest | « PA00089084 » | Classé         | 1961      | Maison                                   |
| Maison                                    | 3 rue de la Mittrie                      | 48° 27′ 13″ nord, 2° 02′ 40″ ouest | « PA00089118 » | Inscrit        | 1961      | Maison                                   |
| Maison                                    | 5 rue de la Mittrie                      | 48° 27′ 13″ nord, 2° 02′ 40″ ouest | « PA00089119 » | Inscrit        | 1961      | Maison                                   |
| Maison                                    | 7 rue de la Mittrie                      | 48° 27′ 13″ nord, 2° 02′ 41″ ouest | « PA00089120 » | Inscrit        | 1961      | Maison                                   |
| Maison                                    | 9 rue de la Mittrie                      | 48° 27′ 13″ nord, 2° 02′ 41″ ouest | « PA00089121 » | Inscrit        | 1961      | Maison                                   |
| Maison                                    | 7 rue du Petit-Fort                      | 48° 27′ 21″ nord, 2° 02′ 27″ ouest | « PA00089122 » | Classé         | 1928      | Maison                                   |
| Maison                                    | 11 rue du Petit-Fort                     | 48° 27′ 21″ nord, 2° 02′ 26″ ouest | « PA00089123 » | Classé         | 1961      | Maison                                   |
| Maison                                    | 13 rue du Petit-Fort                     | 48° 27′ 21″ nord, 2° 02′ 26″ ouest | « PA00089124 » | Classé         | 1961      | Image manquante Téléverser               |
| Maison                                    | 15 rue du Petit-Fort                     | 48° 27′ 22″ nord, 2° 02′ 26″ ouest | « PA00089125 » | Classé         | 1961      | Maison                                   |
| Maison du Gouverneur                      | 24 rue du Petit-Fort                     | 48° 27′ 21″ nord, 2° 02′ 26″ ouest | « PA00089126 » | Classé         | 1938      | Maison du Gouverneur                     |
| Maison                                    | 30 rue du Petit-Fort                     | 48° 27′ 22″ nord, 2° 02′ 25″ ouest | « PA00089127 » | Inscrit        | 1961      | Maison                                   |
| Maison                                    | 49 rue du Petit-Fort                     | 48° 27′ 24″ nord, 2° 02′ 20″ ouest | « PA00089128 » | Classé         | 1961      | Maison                                   |
| Maison                                    | 51 rue du Petit-Fort                     | 48° 27′ 24″ nord, 2° 02′ 20″ ouest | « PA00089129 » | Classé         | 1961      | Maison                                   |
| Maison                                    | 64 rue du Petit-Fort                     | 48° 27′ 24″ nord, 2° 02′ 22″ ouest | « PA00089130 » | Inscrit        | 1961      | Maison                                   |
| Maison des Potiers                        | 66 rue du Petit-Fort                     | 48° 27′ 24″ nord, 2° 02′ 21″ ouest | « PA00089131 » | Inscrit        | 1961      | Maison des Potiers                       |
| Maison                                    | 68 rue du Petit-Fort                     | 48° 27′ 23″ nord, 2° 02′ 21″ ouest | « PA00089132 » | Inscrit        | 1961      | Maison                                   |
| Maison                                    | 72 rue du Petit-Fort                     | 48° 27′ 23″ nord, 2° 02′ 20″ ouest | « PA00089133 » | Inscrit        | 1961      | Maison                                   |
| Maison                                    | 74 rue du Petit-Fort                     | 48° 27′ 23″ nord, 2° 02′ 20″ ouest | « PA00089134 » | Inscrit        | 1961      | Maison                                   |
| Maison                                    | 82 rue du Petit-Fort Rue du Port         | 48° 27′ 23″ nord, 2° 02′ 19″ ouest | « PA00089135 » | Classé         | 1961      | Maison                                   |
| Maison d'artiste de la Grande Vigne       |                                          | 48° 27′ 35″ nord, 2° 01′ 48″ ouest | « PA22000058 » | Inscrit        | 2019      | Maison d'artiste de la Grande Vigne      |
| Maison d'Auguste Pavie                    | 10 place Saint-Sauveur                   | 48° 27′ 12″ nord, 2° 02′ 31″ ouest | « PA00089136 » | Inscrit        | 1961      | Maison d'Auguste Pavie                   |
| Maison du Gisant                          | 13 rue de l'Horloge                      | 48° 27′ 11″ nord, 2° 02′ 36″ ouest | « PA00089100 » | Classé         | 1961      | Maison du Gisant                         |
| Maison de la Mère Pourcel                 | 3 place des Merciers                     | 48° 27′ 13″ nord, 2° 02′ 39″ ouest | « PA00089080 » | Classé         | 1961      | Maison de la Mère Pourcel                |
| Maison du Saint-Mitré                     | 1 rue de la Larderie                     | 48° 27′ 14″ nord, 2° 02′ 34″ ouest | « PA00089116 » | Inscrit        | 1952      | Maison du Saint-Mitré                    |
| Remparts remparts, tours, portes de ville |                                          | à géolocaliser                     | « PA00089139 » | Classé         | 1886      | Rempartsremparts, tours, portes de ville |
| Tour de l'Horloge                         | 23 rue de l'Horloge                      | 48° 27′ 11″ nord, 2° 02′ 37″ ouest | « PA00089140 » | Classé         | 1910      | Tour de l'Horloge                        |
| Vieux pont                                | Le Port                                  | 48° 27′ 22″ nord, 2° 02′ 17″ ouest | « PA00089138 » | Classé         | 1903      | Vieux pont                               |

## Mobilier
Selon la base Palissy, il y a 41 objets MH à Dinan répartis dans 7 édifices.
| Monument historique | Localisation                   | Protection | Date de la protection | Référence            | Photo |
| --- | ------------------------------ | ---------- | --------------------- | -------------------- | ----- |
| peinture monumentale | collège Roger Vercel           | Classé     | 1981                  | Notice no PM22001589 |       |
| 13 pots à pharmacie en faïence, chevrette | hôpital                        | Classé     | 1971                  | Notice no PM22000166 |       |
| mortier | hôpital                        | Classé     | 1971                  | Notice no PM22000165 |       |
| statue du Christ en croix | hôpital                        | Classé     | 1971                  | Notice no PM22000164 |       |
| statue de la Vierge à l'Enfant | hôpital                        | Classé     | 1971                  | Notice no PM22000163 |       |
| groupe sculpté de sainte Anne et la Vierge | hôpital                        | Classé     | 1969                  | Notice no PM22000162 |       |
| bénitier | hôpital                        | Classé     | 1969                  | Notice no PM22000161 |       |
| calice, patène | hôpital                        | Classé     | 1965                  | Notice no PM22000160 |       |
| 11 tableaux : Le couronnement de saint Dominique, Le Saint Esprit, Le couronnement de la Vierge, Judith et Holopherne, Le sacrifice d'Abraham, La purification du prophète Isaïe par une pierre ardente, Le Prophète Nathan reprochant à David d'avoir envoyé Urie à la mort, Esther devant Assuérus, Le sacrifice de Noë, L'ange transporte le prophète Habacuc de Judée à Babylone pour remettre à Daniel dans la fosse aux lions le repas qu'il destinait à son moissonneur, Saint Jean-Baptiste, Le baptême du Christ | hôpital                        | Classé     | 1965                  | Notice no PM22000159 |       |
| tableau comte et comtesse de la Garaye | maison des sœurs de la sagesse | Classé     | 1975                  | Notice no PM22000167 |       |
| pièce murale Hippomène et Atalante | sous-préfecture                | Classé     | 1982                  | Notice no PM22001452 |       |
| retable du baptême du Christ | théâtre des Jacobins           | Classé     | 1984                  | Notice no PM22001449 |       |
| orgue de tribune | église Saint-Malo              | Classé     | 1980/1990             | Notice no PM22002078 |       |
| orgue de tribune : tribune d'orgue ; buffet d'orgue | église Saint-Malo              | Classé     | 1990                  | Notice no PM22001510 |       |
| orgue de tribune : partie instrumentale de l'orgue | église Saint-Malo              | Classé     | 1980                  | Notice no PM22000143 |       |
| calice | église Saint-Malo              | Classé     | 1994                  | Notice no PM22001557 |       |
| statue de saint Gilles | église Saint-Malo              | Classé     | 1974                  | Notice no PM22000142 |       |
| tableau du Christ en croix | église Saint-Malo              | Classé     | 1971                  | Notice no PM22000141 |       |
| dalle funéraire | église Saint-Malo              | Classé     | 1969                  | Notice no PM22000140 |       |
| statue funéraire de Renée Madeuc de Guémadeuc, seconde épouse de Geoffroy Le Voyer de Trégomar | église Saint-Malo              | Classé     | 1957                  | Notice no PM22000139 |       |
| statue funéraire de Geoffroy Le Voyer, sieur de Trégomar, chambellan du duc Jean IV de Bretagne | église Saint-Malo              | Classé     | 1957                  | Notice no PM22000138 |       |
| bénitier | église Saint-Malo              | Classé     | 1911                  | Notice no PM22000137 |       |
| plaque commémorative de la construction de l'église | église Saint-Malo              | Classé     | 1907                  | Notice no PM22000136 |       |
| chaire à prêcher | église Saint-Malo              | Classé     | 1907                  | Notice no PM22000135 |       |
| autel, retable, tableau de sainte Barbe : Le martyre de sainte Barbe | basilique Saint-Sauveur        | Classé     | 1985                  | Notice no PM22001451 |       |
| autel, retable, tableau de saint Eloi : saint Eloi en évêque | basilique Saint-Sauveur        | Classé     | 1985                  | Notice no PM22001450 |       |
| tableau : Du Guesclin sur son lit de mort | basilique Saint-Sauveur        | Classé     | 1980                  | Notice no PM22000158 |       |
| bas-relief | basilique Saint-Sauveur        | Classé     | 1975                  | Notice no PM22000157 |       |
| lutrin en forme de pélican | basilique Saint-Sauveur        | Classé     | 1975                  | Notice no PM22000156 |       |
| verrières | basilique Saint-Sauveur        | Classé     | 1975                  | Notice no PM22000155 |       |
| verrières | basilique Saint-Sauveur        | Classé     | 1975                  | Notice no PM22000154 |       |
| statue de saint Nicolas | basilique Saint-Sauveur        | Classé     | 1975                  | Notice no PM22000153 |       |
| autel, dais d'autel (maître-autel, baldaquin) | basilique Saint-Sauveur        | Classé     | 1956                  | Notice no PM22000152 |       |
| verrières | basilique Saint-Sauveur        | Classé     | 1926                  | Notice no PM22000151 |       |
| bas-relief : Notre-Dame des vertus | basilique Saint-Sauveur        | Classé     | 1912                  | Notice no PM22000150 |       |
| statuette de la Vierge à l'Enfant | basilique Saint-Sauveur        | Classé     | 1912                  | Notice no PM22000149 |       |
| aigle-lutrin | basilique Saint-Sauveur        | Classé     | 1912                  | Notice no PM22000148 |       |
| 2 consoles demi-circulaire de marbre | basilique Saint-Sauveur        | Classé     | 1912                  | Notice no PM22000147 |       |
| verrière : Les quatre évangélistes et leur symbole et Le couronnement de la Vierge | basilique Saint-Sauveur        | Classé     | 1882                  | Notice no PM22000146 |       |
| sarcophage, tombeau du cœur de du Guesclin | basilique Saint-Sauveur        | Classé     | 1862                  | Notice no PM22000145 |       |
| bénitier | basilique Saint-Sauveur        | Classé     | 1862                  | Notice no PM22000144 |       |